# بوسكو مارينغو
بوسكو مارينغو (بالإيطالية: Bosco Marengo)‏ هي بلدية في مقاطعة ألساندريا في إقليم بييمونتي في إيطاليا.

## السكان
في سنة 1861 بلغ عدد السكان 3٬778 نسمة، وتطور العدد ليصل في سنة 2011 لـ 2٬531 نسمة.
يظهر هذا المخطط البياني تطور النمو السكاني لـ بوسكو مارينغو

## أعلام
- بيوس الخامس